# Tuzara, Călărași
Tuzara este satul de reședință al comunei cu același nume  din raionul Călărași, Republica Moldova.
Prima mențiune a localității este într-un uric al Domnului Țării Moldovei Iliaș (în co-domnie cu fratele său Ștefan al II-lea), din 20 iulie 1440 sau 1441. Mai exact e un uric de danie către un oarecare Nicoară de la Tuzara a locului cu acest nume, de pe Bâc.